# فینال جام حذفی فوتبال انگلستان ۱۸۸۶
فینال جام حذفی فوتبال انگلستان ۱۸۸۶، رقابت پایانی جام حذفی فوتبال انگلستان در سال ۱۸۸۶ میلادی است که مابین دو تیم باشگاه فوتبال بلکبرن و باشگاه فوتبال وست برومویچ در ورزشگاه اووال لندن برگزار شده‌است.
این مسابقه که در تاریخ ۳ آوریل ۱۸۸۶ انجام شده‌است با نتیجه ۰ بر ۰ به پایان رسید.
در بازی تکراری که در ۱۰ آوریل ۱۸۸۶ برگزار شد باشگاه فوتبال بلکبرن با نتیجه دو بر صفر به پیروزی رسید.